# Grafinscriptie uit Pompeii
De grafinscriptie uit Pompeii is een Latijns grafschrift op een marmeren tombe nabij de Porta Stabia te Pompeï.

## Geschiedenis
In 2017 werd ten zuiden van de Porta Stabia, de stadspoort richting Stabiae, een marmeren graftombe gevonden met grafinscriptie. De opgraving hield verband met de renovatie van een gebouw nabij de kapel van San Paolino net buiten de Porta di Stabia. De tombe dateert van vlak voor de fatale uitbarsting van de Vesuvius in 79 na Christus en maakte deel uit van necropolis aan de zuidkant van de stadsmuren. In de buurt van deze plek waren eerder al twee tombes gevonden: van Marcus Tullius en Marcus Alleius Minius.

## Inscriptie
Op de westzijde bevat de tombe een 4 meter lange inscriptie over 7 lijnen, in het Latijn opgesteld, waarmee het een van de grootste is in zijn soort. De inscriptie is rijk in detail over het leven van de overleden persoon en over de weldaden die hij aan de stad Pompeï bewezen heeft. Zo wordt er in de inscriptie gesproken over banketten, spelen, tarwe- en brooddelingen en geldschenkingen met uitgebreide, gedetailleerde beschrijvingen.

## Mogelijke naam grafbewoner
De inscriptie bevat geen naam van de overledene. Deze was waarschijnlijk aan de bovenkant van de tombe ingekerfd, maar is ernstig beschadigd tijdens de opgravingen. Massimo Osanna geeft in zijn artikel  Games, banquets, handouts, and the population of Pompeii as deduced from a new tomb inscription een mogelijke naam: Cn. Alleius Nigidius Maius. Dit was een van de meest invloedrijke personen in de Nero-Flavische periode in Pompeï. Ook andere mogelijke namen zijn aan de tombe toegeschreven, zoals die van Marcus Nonius Balbus of Lucius Cornelius.

## Historisch belang
Door de uitzonderlijke staat van conservatie geeft de inscriptie veel nieuwe informatie over de laatste jaren van Pompeï. Ook geeft de inscriptie – door de uitgebreide beschrijving van gebeurtenissen – een beschrijving van een rel naar aanleiding van een gladiatorengevecht die voorheen alleen in het werk van Tacitus beschreven was. Daarnaast geeft de inscriptie uitgebreid verslag van weldaden die rijke burgers aan de stad waarin zij woonden, schonken. De inscriptie beschrijft het grootste epigrafisch geattesteerde publieke banket uit de Romeinse oudheid.